# Bagienna cisza
Bagienna Cisza (hiszp. El silencio del pantano) – hiszpański thriller kryminalny z 2019 roku w reżyserii Marca Vigila. Premiera filmu odbyła się w 2019 roku podczas Seville European Film Festival, natomiast od 22 kwietnia 2020 roku jest dostępny na platformie Netflix.
Zdjęcia do filmu trwały przez trzy tygodnie i kręcono je głównie w prowincji Walencja. Oficjalny zwiastun filmu został opublikowany 8 kwietnia 2020 roku.

## Fabuła
Fabuła filmu oparta jest na powieści Juanjo Braulio o tym samym tytule. Historia kręci się wokół dziennikarza, który stał się pisarzem kryminalnym. Bacznie przygląda się korupcji, która otacza wszystkich na całym świecie, a on sam dopuszcza się popełnienia przestępstwa.

## Obsada[5]
| Aktor              | Rola w filmie |
| ------------------ | ------------- |
| Pedro Alonso       | Q             |
| Nacho Fresneda     | Falconetti    |
| José Ángel Egido   | Carretero     |
| Carmina Barrios    | La Puri       |
| Àlex Monner        | Fran          |
| Raúl Prieto        | Nacho         |
| Maite Sandoval     | Isabel        |
| Javier Godino      | Vicent        |
| Zaira Romero       | Sara          |
| Luis Zahera        | Taksówkarz    |
| Miguel de Lira     | Onofre        |
| Joan Carreras      | Muñoz         |
| Enric Benavent     | Ricardo       |
| Pep Molina         | Luis          |
| Pep Ricart         | Sebas         |
| Ferran Gadea       | Toni          |
| Ernesto Pastor     | Kornik        |
| Óscar de la Fuente | Kasztan       |
| Miguel Ángel Romo  | Krawiec       |
| Macarena de Rueda  | Marta         |
| Mariam Torres      | Klientka      |